# Zeroes
"Zeroes" es una canción escrita por el músico británico David Bowie, para su álbum de 1987, Never Let Me Down.

## Recepción de la crítica
Steve Pond de la revista Rolling Stone llamó a "Zeroes" como la canción más alentadora y exitosa del álbum.

## Interpretaciones en vivo

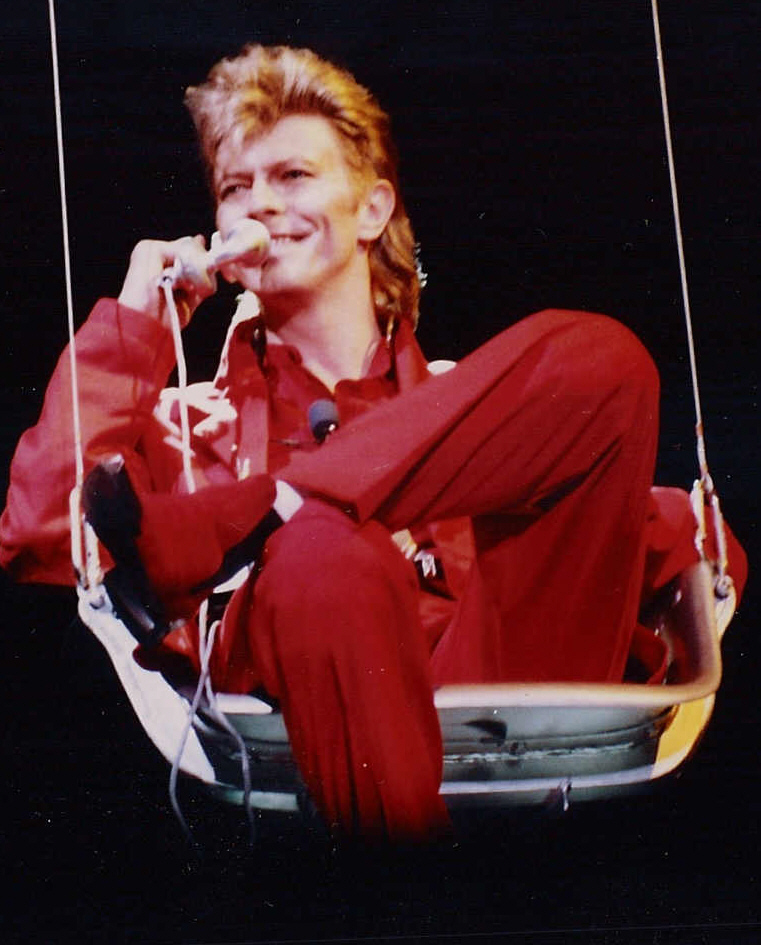
David Bowie durante la gira de Glass Spider en 1987.

Bowie interpretó "Zeroes" durante la etapa europea de la gira de Glass Spider en 1987. Sin embargo, ninguna grabación en vivo están oficialmente disponibles.

## Créditos
Créditos adaptados desde las notas del álbum.
- David Bowie – voz principal y coros, teclado
- Peter Frampton – guitarra eléctrica
- Carlos Alomar – guitarra rítmica
- Philippe Saisse – piano
- Erdal Kızılçay: teclado, sintetizador, bajo eléctrico, batería
- Errol Bennett – percusión
- Earl Gardner – trompeta
- Robin Clark, Loni Groves, Diva Gray, Sandro Sursock, Duncan Jones – coros

## Zeroes (2018 version)

### Otros lanzamientos
- La canción fue publicado como sencillo junto con "Beat of Your Drum" como lado B el 19 de julio de 2018.[4]
- Fue publicada como un disco ilustrado en la caja recopilatoria, Loving the Alien.[7]

### Lista de canciones
Todas las canciones escritas por David Bowie.
1. "Zeroes" – 4:14
2. "Beat of Your Drum" – 4:26

### Créditos
Créditos adaptados desde the Bowie Bible.
- David Bowie – voz principal
- Reeves Gabrels – guitarra acústica
- Peter Frampton – guitarra eléctrica
- Tim Lefebvre – bajo eléctrico
- Sterling Campbell – batería
- Mario J McNulty – percusión